# 1938 في تركيا
فيما يلي قوائم الأحداث التي وقعت خلال عام 1938 في تركيا.

## سياسة

### تعيين في المنصب
- 11 نوفمبر – عصمت إينونو رئيس تركيا.

## مواليد

### يناير
- 1 يناير – طيار آلتي قولاج سياسي تركي.
- 1 يناير – عائشة شان مغنية تركية.

### مايو
- 17 مايو – أمينة إشينسو
- 29 مايو – شعلة يوكسل شنلر كاتبة تركية.

### يوليو
- 20 يوليو – دنيز بايقال سياسي تركي.

### أغسطس
- 1 أغسطس – يشار ياكش دبلوماسي تركي.
- 14 أغسطس – آيلا كوتلو كاتبة تركية.

### نوفمبر
- 25 نوفمبر – أرول كونكور

## وفيات

### مارس
- 13 مارس – جواد تشوبانلي (مواليد 1870)